# 民主街道 (通化市)
民主街道，是中华人民共和国吉林省通化市东昌区下辖的一个乡镇级行政单位。

## 行政区划
民主街道下辖以下地区：
船营社区、沿江社区、民主社区、民强社区、北山社区和江南社区。